# صالح اللحيدان
صالح بن محمد اللحيدان (1350- 1443 هـ/ 1932- 2022 م) عالم وداعية سعودي، وقاضٍ وعضو سابق في هيئة كبار العلماء، إمام وخطيب ومدّرس للعلوم الشرعية. وهو الخطيب الخامس من خطباء عرفة في العهد السعودي.
ولد في البكيرية في منطقة القصيم. وتخرَّج في كلية الشريعة بالرياض عام 1959م، وعمل بعد تخرجه سكرتيرًا وملازمًا قضائيًا لمفتي الديار السعودية السابق الشيخ محمد بن إبراهيم آل الشيخ، واستمر في ذلك إلى أن عُيِّن عام 1963م مساعدًا لرئيس المحكمة الكبرى في الرياض، ثم صار رئيسًا للمحكمة عام 1964م، حصل على رسالة الماجستير من المعهد العالي للقضاء عام 1969م واستمر رئيسًا للمحكمة الكبرى إلى أن تم تعيينه عام 1970م قاضي تمييز وعضوًا في الهيئة القضائية العليا.
عُيّن في العام 1982م رئيسًا للهيئة الدائمة في المجلس الأعلى للقضاء، واستمر في ذلك نائبًا لرئيس المجلس في غيابه إلى أن تم تعيينه عام 1992م رئيسًا للمجلس في الهيئة العامة والدائمة واستمر كذلك حتى العام 2009، كان عضوًا في هيئة كبار العلماء منذ إنشائها عام 1971م وعضو في رابطة العالم الإسلامي، وكان له نشاط في مجلة راية الإسلام ومديرها ورئيس تحريرها، وله دروس في المسجد الحرام تذاع، وفتاوى في برنامج نور على الدرب وله محاضرات وندوات ومشاركة في مناقشة رسائل الماجستير والدكتوراه، نُحي من رئاسة القضاء العدلي عام 1430هـ.

## مولده ونسبه
ولد بمدينة البكيرية، بمنطقة القصيم عام 1350هـ/ 1932م ينتسب الشيخ صالح لأسرة اللحيدان التي ينتهي نسبها إلى إسماعيل بن رميح العريني (ت 970 هـ).

## نشأته وتعلمه
تلقى اللحيدان العلم عن طريق التعليم النظامي، فدرس المرحلة الابتدائية والمتوسطة والثانوية، وبعد الثانوية التحق بكلية الشريعة بالرياض؛ فدرس بكلية الشريعة بالرياض وتخرّج منها عام 1379 هـ، ولم يتوقف عن طلب العلم ومواصلته، فالتحق بالمعهد العالي للقضاء وتخرّج منها عام 1389 هـ.
وقد تلقى العلم على عدة مشايخ أبرزهم:
- الشيخ محمد بن إبراهيم آل الشيخ مفتي المملكة العربية السعودية الأول.
- الشيخ عبد العزيز بن باز مفتي المملكة العربية السعودية الثاني.
- الشيخ عبد الرزاق عفيفي.
- الشيخ محمد الأمين الشنقيطي، وغيرهم. [4]

## مناصبه
- تخرج في كلية الشريعة بالرياض عام 1379 هـ وعمل سكرتيرًا للشيخ محمد بن إبراهيم آل الشيخ مفتي الديار السعودية السابق في الإفتاء بعد تخرجه، إلى أن تم تعيينه عام 1383 هـ مساعدًا لرئيس المحكمة الكبرى بالرياض، ثم صار رئيسًا للمحكمة عام 1384 هـ.
- حصل على رسالة الماجستير من المعهد العالي للقضاء عام 1389 هـ واستمر رئيسًا للمحكمة الكبرى إلى أن تم تعيينه عام 1390 هـ قاضي تمييز وعضوًا بالهيئة القضائية العليا.
- في عام 1403هـ عُيِّن رئيسًا للهيئة الدائمة بمجلس القضاء الأعلى، واستمر في ذلك نائبًا لرئيس المجلس في غيابه.
- تم تعيينه عام 1413هـ رئيسًا للمجلس بالهيئة العامة والدائمة.
- عضوًا في هيئة كبار العلماء منذ إنشائها عام 1391 هـ وعضوًا في رابطة العالم الإسلامي.
- تأسيس مجلة راية الإسلام، ومديرها ورئيس تحريرها.

## مؤلفاته
- فضل دعوة محمد بن عبد الوهاب.
- إيضاح الدلالة في وجوب الحذر من أصحاب الضلالة.
- شرح حديث معاذ «حق الله على عبيده».
- مقوِّمات الدعوة إلى الله.
- تذكير الأنام بفوائد عمدة الأحكام للحافظ عبد الغني المقدسي، اعتنى بها وخرَّج أحاديثها: د. فهد بن صالح اللحيدان ومحمد بن إسماعيل البهوار.
- مجالس الذكر والدعوة إلى الله في رحاب المسجد الحرام، اعتنى بها وخرَّج أحاديثها: د. فهد بن صالح اللحيدان ومحمد بن إسماعيل البهوار.
- شرح آداب المشي إلى الصلاة، للإمام محمد بن عبد الوهَّاب، اعتنى به وخرَّج أحاديثه: د. فهد بن صالح اللحيدان ومحمد بن إسماعيل البهوار.
- شرح الأربعين النووية للإمام محيي الدين النووي، اعتنى به وخرَّج أحاديثه: د. فهد بن صالح اللحيدان ومحمد بن إسماعيل البهوار.
- شرح القواعد الأربع للإمام محمد بن عبد الوهَّاب، اعتنى به وخرَّج أحاديثه: د. فهد بن صالح اللحيدان ومحمد بن إسماعيل البهوار.[5]
- الأحكام المتعلقة بالهلال.

## وفاته
توفي الشيخ صالح اللحيدان يوم الأربعاء 2 جُمادى الآخرة 1443هـ، الموافق 5 يناير 2022م، عن عمر ناهز التسعين بعد معاناة المرض، وكان قد تعرَّض قبل أسابيع من وفاته لوعكة صحية دخل على إثرها المستشفى. ونشرت أسرة اللحيدان تغريدة على موقع تويتر جاء فيها «إنا لله وإنا إليه راجعون، أحسن الله عزاءنا وعزاء الأمة الإسلامية في وفاة شيخنا ووالدنا صالح بن محمد اللحيدان، رحمه الله رحمة واسعة، والصلاة على شيخنا اليوم الأربعاء بعد صلاة العصر بجامع الراجحي بالرياض».